# مارغريتا ليفيفا
مارغريتا فلاديميروفنا ليفيفا (الروسية: Маргари́та Влади́мировна Леви́ева)؛ مواليد 9 فبراير 1980 ي تشيتا) ممثلة روسية أمريكية ولدت في الاتحاد السوفيتي، لاعبة جمباز قبل دخولها مجال الفني، اشتهرت بظهورها نجمة في فيلم ذا إنفيسيبل، و أدفنتورلاند، و سبرياد.

## نشأتها
ولدت مارغريتا ليفيفا في 9 فبراير 1980 في مدينة لينينغراد، جمهورية روسيا الاتحادية الاشتراكية السوفيتية، الاتحاد السوفيتي، لعائلة من أصل يهودي روسي. نجت كل من جداتها، عندما كانتا طفلتين، من حصار لينينغراد خلال الحرب العالمية الثانية. منذ سن الثالثة بدأت تمارس رياضة الجمباز الإيقاعي. هاجرت ليفيفا إلى الولايات المتحدة في سن الحادية عشرة مع والدتها وشقيقها التوأم مايكل، واستقرت في خليج شيبشيد، بروكلين. على الرغم من قبولها في مدرسة لاغوارديا الثانوية لدراسة الرقص، إلا أنها بدلاً من ذلك التحقت بالمدرسة الثانوية العامة في سيكوكس، نيو جيرسي. بالإضافة إلى عملها بدوام كامل كمشترية للأزياء، تخرجت ليفيفا قبل عام واحد من جامعة نيويورك بتخصص مزدوج في الاقتصاد وعلم النفس وتخصص ثانوي في الفلسفة وعلم الاجتماع والتاريخ الروسي. واصلت ليفيفا إكمال برنامج للتمثيل في استوديو في نيويورك.

## روابط خارجية
- مارغريتا ليفيفا على موقع IMDb (الإنجليزية)
- مارغريتا ليفيفا على موقع ألو سيني (الفرنسية)
- مارغريتا ليفيفا على موقع أول موفي (الإنجليزية)
- مارغريتا ليفيفا على موقع قاعدة بيانات برودواي على الإنترنت (الإنجليزية)
- مارغريتا ليفيفا على موقع قاعدة بيانات الأفلام السويدية (السويدية)
- مارغريتا ليفيفا على موقع قاعدة بيانات الفيلم (الإنجليزية)
- مارغريتا ليفيفا على موقع كينوبويسك (الروسية)